# Marojejya insignis
Marojejya insignis je vrsta cvjetnice iz porodice palmi (Arecaceae). Nalazi se samo na Madagaskaru. Ugrožena je gubitkom staništa. Najviše se ističe po neobičnim listovima kod kojih je proksimalna (unutarnja) polovica cijela, dok je distalna (vanjska) polovica podijeljena na listiće. To je relativno nedavno otkriće, opisao ga je Humbert 1955.